# Chaptalia eggersii
Chaptalia eggersii là một loài thực vật có hoa trong họ Cúc. Loài này được Urb. mô tả khoa học đầu tiên năm 1903.